# Синицын, Елисей Тихонович
Елисе́й Ти́хонович Сини́цын (8 июня 1909, Хотеж Вторая, Смоленская губерния — 31 марта 1995, Москва) — советский разведчик, генерал-майор КГБ СССР.

## Биография
Елисей Синицын родился 8 июня 1909 года в Смоленской губернии,  в деревне Хотеж Вторая Любавической волости Смоленского уезда (ныне Руднянского района Смоленской области) . Отец умер в 1912 году. Свою трудовую деятельность Елисей Синицын начал с малых лет. В 1919 — 1923 гг. работал подпаском, в 1923 — 1926 гг. — в хозяйстве матери в деревне Хотеж ныне Любавического с/пос. Руднянского района Смоленской области. В 1923г. в дер. Хотеж - Вторая, ныне Руднянского района Смоленской области, окончил 5 групп начальной школы. Затем в Москве в 1926 — 1927 годах был подсобным рабочим на Дербеневском химзаводе имени Сталина, учился на рабфаке имени Артема в Москве(1927-1930).
В 1930 году поступил на механическое отделение Московского химико-технологического института им. Д. И. Менделеева.
В 1934 году окончил Московский институт химического машиностроения. С 1933г. работал помощником механика, инженером-механиком на Дорогомиловском химическом заводе в Москве.
В 1937 году по рекомендации парторганизации завода был направлен на работу в органы НКВД. Прошел обучение в Центральной школе, затем в Школе особого назначения НКВД. С осени 1938 года — старший оперуполномоченный 5-го отдела ГУГБ НКВД.
С июля 1939 года Синицын — заместитель резидента НКВД в Польше под фамилией Елисеев и прикрытием в должности консула СССР во Львове. Организовывал приём и вывод в Советский Союз политических эмигрантов из оккупированной немцами Чехословакии. В сентябре 1939 года после раздела Польши через Львов выехал в СССР.
По возвращении в Центр был откомандирован в созданную при НКВД СССР группу по анализу разведывательных документов польского Генштаба. В ходе работы группе удалось выявить агентов польской разведки, действовавших не только в приграничных областях УССР и БССР, но и в Киеве, Ташкенте и Новосибирске.
С ноября 1939 года Синицын — резидент внешней разведки в Хельсинки под прикрытием должности советника, а затем поверенного в делах СССР в Финляндии. Через ценного источника резидентуры Графа и других агентов получил и передал в Центр информацию о решении финского руководства сорвать переговоры с СССР, о скрытой мобилизации финской армии и передислокации её частей к советской границе, а также об эвакуации гражданского населения из района Карельского перешейка. Политическую и военную ситуацию в Финляндии в Москве лично докладывал Сталину, Молотову, Берии и другим членам Политбюро ЦК ВКП(б). С целью проверки информации лично выезжал в приграничную зону для визуальной разведки.
После начала советско-финской войны 30 ноября 1939 года вместе с советской колонией был эвакуирован в СССР. По окончании войны в марте 1940 года вновь направлен в Хельсинки под прикрытием должности поверенного в делах, с конца марта — советника дипломатического представительства, а с декабря 1940 года — вновь поверенного в делах. За время работы резидентом наладил доверительные отношения с рядом крупных политических и общественных деятелей Финляндии, беседы и консультации с которыми раскрывали намерения, планы и действия финских реакционных кругов против СССР.
Возглавляемый Синицыным разведаппарат заблаговременно информировал Центр о грубых нарушениях финскими властями положений мирного договора с СССР, выражавшихся в переброске немецких войск на север страны, о секретных военных финско-германских переговорах, направленных против СССР.
11 июня 1941 года источник Монах сообщил резиденту Е. Т. Синицыну о подписании соглашений между Германией и Финляндией об участии последней в войне против СССР. Директор СВР С. Е. Нарышкин уточнил: «В срочном донесении резидента разведки НКГБ в Финляндии Елисея Тихоновича Синицына 11 июня 1941 года была названа точная дата начала агрессии. Резидентурой были получены сведения о подписании 11 июня в Хельсинки тайного соглашения между Германией и Финляндией об участии финских вооруженных сил в предстоящей войне, и прямо указан срок вторжения». Так, в наше время выясняется, что не Зорге, а Е.Т.Синицын первым сообщил точную дату нападения фашистской Германии на Советский Союз.
После объявления Финляндией войны Советскому Союзу в составе советской колонии был депортирован из страны и обменян на болгаро-турецкой границе на финских дипломатов, работавших в СССР.
С октября 1941 года находился с семьёй в Алма-Ате, где оказывал консультативную помощь следственному отделу НКВД Казахской ССР по ряду оперативных разработок, а также совершенствовал знания по Скандинавии. По возвращении в Москву в марте 1942 года был назначен заместителем начальника 4-го (Скандинавского) отдела 1-го управления НКВД СССР.
В августе 1943 года назначен заместителем резидента по Финляндии в Стокгольме. Однако, поскольку из-за военных действий прямое сообщение между СССР и Швецией в то время отсутствовало, Синицыну пришлось добираться до места работы через Северное море и Англию, в результате чего он прибыл в Стокгольм лишь в начале 1944 года.
В Стокгольме Синицын действовал под фамилией Елисеев и прикрытием должности 1-го секретаря посольства СССР в Швеции. При содействии посла СССР в Швеции А. М. Коллонтай он предотвратил передачу германским властям арестованного в Швеции немецкого антифашиста и разведчика Эрнста Вольбера и добился вывода его в СССР. В феврале 1944 года участвовал в конфиденциальных переговорах А. М. Коллонтай с финским дипломатом Ю. Паасикиви о выходе Финляндии из войны и об условиях перемирия.
В сентябре 1944 года направлен в Хельсинки в качестве резидента внешней разведки и одновременно заместителя политического советника Союзной Контрольной комиссии в Финляндии, возглавляемой секретарем ЦК ВКП(б) А. А. Ждановым. На этой должности внёс значительный вклад в дело демократизации страны, содействовал установлению дружеских, добрососедских отношений Советского Союза и Финляндии. С помощью находящегося с ним на связи агента Графа Синицыну удалось раскрыть реваншистские намерения реакционных кругов, связанных с западными спецслужбами, в том числе разоблачить попытку финской и британской разведок прослушивать телефонные переговоры Сталина и Жданова по ВЧ-связи.
В мае 1945 года по ложному доносу был отозван в Москву, однако после тщательного расследования, проведенного по инициативе Жданова, назначен начальником отдела Скандинавских стран 1-го управления НКГБ-МГБ.
В июне 1947 года выезжал в Финляндию для выполнения специального задания. Принимал участие в подготовке мирного договора с этой страной.
Осенью 1948 года назначен начальником отдела Комитета информации при Совмине СССР, который на тот момент являлся основным советским органом по разведке против стран Запада.
В 1953—1956 гг. Синицын — представитель МВД-КГБ СССР в Будапеште. Принимал активное участие в подавлении Венгерского восстания 1956 года (В то время, в 1953-1957 годах, послом СССР в Венгрии был Ю. В. Андропов).
С августа 1962 по апрель 1968 года руководил группой советников КГБ СССР при МВД Польши, затем в центральном аппарате ПГУ. В 1969 году назначен заместителем начальника ПГУ КГБ.
С марта 1970 года — представитель КГБ СССР при МВД ЧССР. В 1981 году вернулся в Москву и вышел на пенсию.
Генерал-майор КГБ СССР (1968 г.).
Умер в Москве 31 марта 1995 года.

## Интересные факты
Публицист Олег Греченевский считает, что тайным агентом Синицына был Ю. В. Андропов.
Сын Синицына, журналист-международник Игорь работал помощником Ю.В. Андропова и написал мемуары, в том числе про своего отца.

## Награды
- Орден Ленина
- 2 Ордена Красного Знамени
- Орден Трудового Красного Знамени
- Орден Красной Звезды
- Знак Почёта
- Заслуженный работник НКВД
- Почётный сотрудник госбезопасности

## Сочинения
- «Резидент свидетельствует» (Москва, 288с.), которая вышла в 1996 году, через год после его смерти.